# Fenipentol
Fenipentol (INN) of 1-fenyl-1-pentanol is een chemische verbinding die in de geneeskunde gebruikt wordt als cholereticum, dat wil zeggen het is een stof die de vorming van gal in de lever bevordert. Ze wordt gebruikt bij storingen van de galsekretie of preventief vóór een omvangrijke en vette maaltijd.

1-(4-methylfenyl)ethanol

Fenipentol is een synthetisch derivaat van een plantenstof, 1-(4-methylfenyl)ethanol), die uit de plant Curcuma domestica geïsoleerd wordt. Deze uitgangsstof werkt ook op de galvorming, maar fenipentol is minder toxisch. Het is een chirale verbinding met één chiraal centrum. Geneesmiddelen bevatten het racemaat.